# Championnat du Brésil de football 2025
Navigation
Série A 2024 Série A 2026
La saison 2025 de Série A est la 70e édition du Championnat du Brésil de football de première division, connu sous le nom de « Brasileirão Betano – Série A » pour la deuxième saison consécutive. La compétition suis les mêmes règles que les années précédentes, il y aura cependant une pause lors de la Coupe du monde des clubs de la FIFA 2025, qui se déroulera du 13 juin au 15 juillet aux États-Unis.
Cette édition marquera les débuts du Mirassol FC dans l'élite du football brésilien, en faisant la cinquième équipe à accéder à la première division depuis les changements de règlement de 2003. De plus, avec la relégation de l'Athletico Paranaense lors de l'édition précédente, ce sera la première fois depuis 1990 que la Série A n'aura pas de représentant de l'État du Paraná.

## Droits de diffusion

### Création de la LIBRA et de la LFF
Le 3 mai 2022, la Liga do Futebol Brasileiro (LIBRA) a vu le jour, fondée par huit clubs brésiliens, le RB Bragantino, le SC Corinthians, le Cruzeiro EC, le CR Flamengo, le SE Palmeiras, l'AA Ponte Preta, le São Paulo FC et le Santos FC. La création de la ligue visait à former une ligue de football au Brésil sur le modèle des grandes ligues européennes afin d'augmenter la compétitivité du championnat brésilien et de mieux répartir les quotas de prix et les droits de diffusion des matchs de football principalement à partir de la saison 2025, le contrat avec Grupo Globo expirait à la fin de 2024.
En opposition au modèle de la LIBRA, un regroupement de 25 clubs professionnel brésilien, dont le Fluminense FC, le Fortaleza EC et le SC Internacional fondent le 28 juin 2022, la Liga Forte Futebol do Brasil (LFF). Les deux ligues ont alors tenu des réunions communes pour discuter des points d'opposition voir de l'union en une seule ligue. En parallèle elles ont entamé des négociations avec des capitaux étrangers afin d'assurer un meilleur financement et une meilleure répartition de celui-ci,,,.

### Transferts et émergence de la LFU
Le 8 juin 2023, le Cruzeiro EC décide de quitter la LIBRA pour rejoindre la LFF car les dirigeants ne sont pas en accord avec le modèle de répartition des revenus, qui est 40 % égal pour tout le monde, 30 % selon les performances dans le championnat et 30 % en fonction de l'audience alors que la LFF en propose 45 % de revenus égaux, 30 % par représentation et 25 % par audience. Le 19, c'est au tour du Botafogo FR et du CR Vasco da Gama d'annoncer leur départ de la LIBRA après avoir constaté un possible impact négatif sur leur compétitivité. Le 6 juillet, les clubs du Botafogo FR, du CR Vasco da Gama, du Coritiba FC et du Cruzeiro EC fondent le Grupo União. Le 11 juillet, c'est l'Atlético Mineiro qui anonce son départ de la LFF pour rejoindre la LIBRA. À la suite de ces changements, la LFF et le Grupo União décide de fonder la Liga Forte União do Futebol Brasileiro (LFU). Le 1er novembre, la LFU propose de vendre 20% de ses droits commerciaux à un groupe d'investisseurs, dont Life Capital Partners (LCP), General Atlantic et XP Investimentos pour une durée de 50 ans à compter de 2025. En mars 2024, le SC Corinthians décide de quitter la LIBRA et annonce la vente de ses droits de diffusion de manière indépendante, mais à la suite de nouvelles négociations, ils rejoignent finalement la LFU.
Cependant, en novembre 2024, le journal Extra annonce que le CR Vasco da Gama envisage un retour à la LIBRA et une sortie de la LFU, le club carioca étant interrogée par les dirigeants de la LIBRA sur la réduction des revenus provenant des droits à l'image. Une telle décision couterait 100 millions real au club à reverser à la LFU, en plus des autres sanctions prévues dans les termes du contrat lien le club à la Ligue.

### Vente des droits de diffusion
Le 8 mars 2024, la LIBRA a décidé de conclure un accord avec Grupo Globo pour une durée de cinq ans (2025-2029), garantissant la diffusion exclusive des matchs à domicile des clubs membres de la Ligue participant aux deux premières divisions brésiliennes.
La LFU quant à elle annonce un modèle de vente d'émissions en trois forfaits :
- Un premier forfait de 38 matchs pour les médias gratuits (Télévision et streaming) les mercredi à 19h30 et les samedi à 16h ;
- Les forfaits B1 et B2 avec 209 matchs sur d'autres jour la télévision et le streaming payant.

En raison du son contrat avec la LIBRA, Grupo Globo choisi de ne pas concourir pour les droits de diffusion du forfai A, se concentrant sur les forfait B1 et B2. En juillet 2024, la LFU entame un cycle de négociations avec le Sistema Brasileiro de Televisão pour la retransmission de 38 matchs à domicile des clubs membres de la Ligue. Cependant, le 29, la proposition de la chaîne de télévision de São Paulo est rejetée sans explication. Après le rejet du modèle SBT, la ligue entame des discussions avec Record, qui a fini par faire une proposition de 2,8 milliards de reals, avec 560 millions de reals payés par saison jusqu'en 2029, dépassant l'offre de SBT, qui atteignait 2,6 milliards de reals. Le 28 août, les droits ont été vendus à Record pour une période de trois ans (2025-2027). Peu de temps après, le 9 octobre, CazéTV annonce la diffusion des matchs en streaming gratuit, partageant les matchs avec Record. Le 6 novembre, Amazon acquiert un autre forfait de 38 match exclusifs via streaming payant (un par journée). Le 31 janvier 2025, la vente du dernier package au Grupo Globo est confirmée, comprenant également la télévision gratuite.
| Ligue | Chaine           | Diffusion |
| ----- | ---------------- | --- |
| LIBRA | TV Globo         | - Matchs diffusés le mercredi à 21h30 et le dimanche à 16h00 avec une division entre les régions mais peuvent être également diffusés d'autres jours de la semaine. |
| LIBRA | SporTV           | - Match diffusés en semaine. |
| LIBRA | Premiere         | - Toutes les journées disponible en pay-per-view en semaine. |
| LFU   | Record et CazéTV | - Un match par journée les dimanches à 18h30, et quelques mercredis à 19h30.                                                                                        |
| LFU   | Prime Video      | - Un match par journée. |

## Réglement
La Série A 2025 est composé de vingt clubs qui s'affrontent tous lors de confrontations aller et retour. Le champion est l'équipe qui obtient le plus grand nombre de points après les 38 journées de championnat. À la fin de la compétition, les six premières équipes se qualifient pour la Copa Libertadores 2026, les six clubs suivants se qualifient pour la Copa Sudamericana 2026 et les quatre derniers seront relégués en Série B l'année suivante. Le champion se qualifie également pour la Supercoupe du Brésil.
Introduit en 2019, l'assistance vidéo à l'arbitrage (VAR) est disponible lors des 380 matches du championnat, les frais d'infrastructure engagés étant payés par la Confédération brésilienne de football.
Le classement est calculé avec le barème de points suivant : une victoire vaut trois points, le match nul un. La défaite ne rapporte aucun point.
À égalité de points, les critères de départage sont les suivants :
1. Plus grand nombre de victoires ;
2. Plus grande différence de buts générale ;
3. Plus grand nombre de buts marqués ;
4. Plus grand nombre de points dans les confrontations directes ;
5. Plus petit nombre de carton rouge ;
6. Plus petit nombre de carton jaune ;
7. Tirage au sort.

La règle 4 de départage des clubs lors des rencontres disputées entre eux ne peuvent s’appliquer que si les deux matchs les ayant opposés ont été joués.

## Participants
L'édition 2025 est la 20e édition à vingt équipes, les quatre promus de Serie B sont le Santos FC, le Mirassol FC, le SC Recife et le Ceará SC. Ces quatre clubs remplacent les quatre clubs relégués, l'Athletico Paranaense, le Criciúma EC, l'Atlético Goianiense et le Cuiabá EC.
| Club                   | Ville             | État                   | Stade                           | Capacité | Entraîneur            | Classement 2024 |
| ---------------------- | ----------------- | ---------------------- | ------------------------------- | -------- | --------------------- | --------------- |
| Botafogo FR            | Rio de Janeiro    | État de Rio de Janeiro | Stade Nilton-Santos             | 44 661   | Renato Paiva          | 1er             |
| SE Palmeiras           | São Paulo         | État de São Paulo      | Allianz Parque                  | 43 713   | Abel Ferreira         | 2e              |
| CR Flamengo            | Rio de Janeiro    | État de Rio de Janeiro | Stade Maracanã                  | 78 838   | Filipe Luís           | 3e              |
| Fortaleza EC           | Fortaleza         | Ceará                  | Arena Castelão                  | 63 903   | Juan Pablo Vojvoda    | 4e              |
| SC Internacional       | Porto Alegre      | Rio Grande do Sul      | Stade José Pinheiro Borba       | 50 842   | Roger Machado         | 5e              |
| São Paulo FC           | São Paulo         | État de São Paulo      | Stade Cícero-Pompeu-de-Toledo   | 50 842   | Luis Zubeldía         | 6e              |
| SC Corinthians         | São Paulo         | État de São Paulo      | Arena Corinthians               | 47 605   | Dorival Júnior        | 7e              |
| EC Bahia               | Salvador de Bahia | Bahia                  | Itaipava Arena Fonte Nova       | 50 025   | Rogério Ceni          | 8e              |
| Cruzeiro EC            | Belo Horizonte    | Minas Gerais           | Mineirão                        | 61 927   | Leonardo Jardim       | 9e              |
| CR Vasco da Gama       | Rio de Janeiro    | État de Rio de Janeiro | São Januário                    | 21 680   | Fernando Diniz        | 10e             |
| EC Vitória             | Salvador de Bahia | Bahia                  | Stade Manoel-Barradas           | 29 168   | Thiago Carpini        | 11e             |
| CA Mineiro             | Belo Horizonte    | Minas Gerais           | Arena MRV                       | 44 892   | Cuca                  | 12e             |
| Fluminense FC          | Rio de Janeiro    | État de Rio de Janeiro | Stade Maracanã                  | 78 838   | Renato Gaúcho         | 13e             |
| Grêmio Porto Alegrense | Porto Alegre      | Rio Grande do Sul      | Arena do Grêmio                 | 60 540   | Mano Menezes          | 14e             |
| EC Juventude           | Caxias do Sul     | Rio Grande do Sul      | Stade Alfredo-Jaconi            | 19 924   |                       | 15e             |
| Red Bull Bragantino    | Bragança Paulista | État de São Paulo      | Stade Nabi Abi Chedid           | 15 010   | Fernando Seabra       | 16e             |
| Santos FC              | Santos            | État de São Paulo      | Stade Urbano-Caldeira           | 16 068   | Cléber Xavier         | 1er (Série B)   |
| Mirassol FC            | Mirassol          | État de São Paulo      | Stade José Maria de Campos Maia | 15 000   | Rafael Guanaes        | 2e (Série B)    |
| SC Recife              | Recife            | Pernambouc             | Stade Adelmar-da-Costa-Carvalho | 15 000   | António Oliveira (en) | 3e (Série B)    |
| Ceará SC               | Fortaleza         | Ceará                  | Arena Castelão                  | 52 552   | Léo Condé             | 4e (Série B)    |

Légende des couleurs
- Phase de groupe de la Copa Libertadores 2025
- Tour préliminaire de la Copa Libertadores 2025
- Phase de groupe de la Copa Sudamericana 2025
- Promu de Série B 2024

## Compétition

### Classement
| Rang | Équipe                 | Pts | J  | G  | N  | P  | Bp | Bc | Diff |
| ---- | ---------------------- | --- | -- | -- | -- | -- | -- | -- | ---- |
| 1    | CR Flamengo            | 43  | 19 | 13 | 4  | 2  | 36 | 9  | +27  |
| 2    | SE Palmeiras           | 39  | 18 | 12 | 3  | 3  | 24 | 15 | +9   |
| 3    | Cruzeiro EC            | 38  | 20 | 11 | 5  | 4  | 32 | 14 | +18  |
| 4    | EC Bahia               | 33  | 18 | 9  | 6  | 3  | 25 | 17 | +8   |
| 5    | Botafogo FR T          | 29  | 18 | 8  | 5  | 5  | 23 | 11 | +12  |
| 6    | Mirassol FC P          | 29  | 18 | 7  | 8  | 3  | 29 | 19 | +10  |
| 7    | São Paulo FC           | 29  | 20 | 7  | 8  | 5  | 24 | 22 | +2   |
| 8    | Fluminense FC          | 27  | 18 | 8  | 3  | 7  | 23 | 24 | -1   |
| 9    | Red Bull Bragantino    | 27  | 20 | 8  | 3  | 9  | 22 | 26 | -4   |
| 10   | Ceará SC P             | 25  | 19 | 7  | 4  | 8  | 19 | 19 | 0    |
| 11   | CA Mineiro             | 24  | 18 | 6  | 6  | 6  | 20 | 21 | -1   |
| 12   | SC Internacional       | 24  | 19 | 6  | 6  | 7  | 22 | 26 | -4   |
| 13   | Grêmio Porto Alegrense | 23  | 19 | 6  | 5  | 8  | 19 | 25 | -6   |
| 14   | SC Corinthians         | 22  | 20 | 5  | 7  | 8  | 19 | 25 | -6   |
| 15   | Santos FC P            | 21  | 19 | 6  | 3  | 10 | 20 | 29 | -9   |
| 16   | CR Vasco da Gama       | 19  | 18 | 5  | 4  | 9  | 25 | 24 | +1   |
| 17   | EC Vitória             | 19  | 20 | 3  | 10 | 7  | 18 | 24 | -6   |
| 18   | EC Juventude           | 15  | 18 | 4  | 3  | 11 | 15 | 38 | -23  |
| 19   | Fortaleza EC           | 15  | 19 | 3  | 6  | 10 | 19 | 31 | -12  |
| 20   | SC Recife P            | 10  | 18 | 1  | 7  | 10 | 12 | 27 | -15  |

| Légende : Qualifications et relégations | Légende : Qualifications et relégations                                            |
| --------------------------------------- | ---------------------------------------------------------------------------------- |
|                                         | Qualification pour la phase de groupe de la Copa Libertadores 2026                 |
|                                         | Qualification pour le tour préliminaire de la Copa Libertadores 2026               |
|                                         | Qualification pour la phase de groupe de la Copa Sudamericana 2026                 |
|                                         | Relégation en Série B                                                              |
|                                         | T : Tenant du titre P : Promus de Série B C : Vainqueur de la Coupe du Brésil 2025 |

### Résultats
| Résultats (▼dom., ►ext.)                                   | CAM | ECB | BFR | CSC | SCC | CEC | CRF | FFC | FEC | GPA | SCI | ECJ | MFC | SEP | RBB | SFC | SPFC | SCR | CRVG | ECV |
| CA Mineiro                                                 |     | -   | 1-0 | -   | 0-0 | -   | -   | 3-2 | -   | 1-3 | 2-0 | -   | -   | -   | 2-1 | -   | 0-0  | -   | -    | 2-2 |
| EC Bahia                                                   | 2-1 |     | 1-0 | 1-0 | 1-1 | -   | -   | 3-3 | -   | -   | -   | 3-0 | 1-1 | -   | -   | -   | 2-1  | -   | -    | 2-1 |
| Botafogo FR                                                | -   | -   |     | 3-2 | 1-1 | 0-2 | -   | 2-0 | -   | -   | 4-0 | 2-0 | -   | 0-1 | -   | -   | 2-2  | -   | -    | 0-0 |
| Ceará SC                                                   | 0-1 | -   | -   |     | 0-1 | -   | 1-1 | -   | -   | 2-0 | -   | -   | 0-2 | -   | 1-0 | -   | 1-1  | 2-0 | 2-1  | 1-0 |
| SC Corinthians                                             | -   | 1-2 | -   | -   |     | 0-0 | -   | 0-2 | 1-1 | -   | 4-2 | -   | -   | -   | 1-2 | 1-0 | -    | 2-1 | 3-0  | 0-0 |
| Cruzeiro EC                                                | 0-0 | 3-0 | -   | 1-2 | -   |     | 2-1 | -   | -   | 4-1 | -   | 4-0 | 2-1 | 2-1 | -   | 1-2 | -    | -   | 1-0  | -   |
| CR Flamengo                                                | 1-0 | 1-0 | 0-0 | -   | 4-0 | -   |     | 1-0 | 5-0 | -   | 1-1 | 6-0 | 2-1 | -   | -   | -   | 2-0  | -   | -    | -   |
| Fluminense FC                                              | -   | -   | -   | -   | -   | 0-2 | -   |     | 2-1 | 1-0 | -   | -   | -   | 1-2 | 2-1 | 1-0 | -    | 2-1 | 2-1  | 1-1 |
| Fortaleza EC                                               | -   | 1-1 | 0-5 | 0-1 | -   | 0-2 | -   | 2-0 |     | -   | 0-0 | 5-0 | -   | 1-2 | 3-1 | 2-3 | -    | -   | -    | -   |
| Grêmio Porto Alegrense                                     | 2-1 | 1-0 | -   | -   | 1-1 | -   | 0-2 | -   | 2-1 |     | 1-1 | -   | -   | -   | 1-1 | 1-0 | -    | 0-1 | -    | -   |
| SC Internacional                                           | -   | -   | -   | 1-0 | -   | 3-0 | 1-3 | 0-2 | -   | -   |     | 3-1 | 1-1 | 0-1 | -   | -   | 1-2  | -   | 1-1  | 1-0 |
| EC Juventude                                               | 0-1 | -   | -   | 2-1 | 2-1 | -   | -   | 1-1 | -   | 0-2 | -   |     | 2-2 | -   | -   | -   | 0-1  | 2-0 | -    | 2-0 |
| Mirassol FC                                                | 2-2 | -   | -   | -   | 2-1 | 1-1 | -   | -   | 1-1 | 4-1 | -   | -   |     | -   | -   | 3-0 | -    | 1-0 | 3-2  | 1-1 |
| SE Palmeiras                                               | 3-2 | 0-1 | 0-0 | 2-1 | 2-0 | -   | 0-2 | -   | -   | 1-0 | -   | -   | 1-1 |     | -   | -   | 1-0  | -   | -    | -   |
| Red Bull Bragantino                                        | -   | 0-3 | 1-0 | 2-2 | -   | 1-0 | 1-2 | -   | -   | -   | 1-3 | 1-0 | 1-0 | 1-2 |     | -   | 2-2  | -   | -    | -   |
| Santos FC                                                  | 2-0 | 2-2 | 0-1 | 0-0 | -   | -   | 1-0 | -   | -   | -   | 1-2 | 3-1 | -   | -   | 1-2 |     | -    | -   | 0-6  | -   |
| São Paulo FC                                               | -   | -   | -   | -   | 2-0 | 1-1 | -   | 3-1 | 0-0 | 2-1 | -   | -   | 0-2 | -   | -   | 2-1 |      | 0-0 | 1-3  | 2-0 |
| SC Recife                                                  | -   | 0-0 | 0-1 | -   | -   | 0-4 | -   | -   | 0-0 | -   | 1-1 | -   | -   | 1-2 | 0-1 | 2-2 | 2-2  |     | -    | -   |
| CR Vasco da Gama                                           | 1-1 | -   | 0-2 | -   | -   | -   | 0-0 | -   | 3-0 | 1-1 | -   | -   | -   | 0-1 | 0-2 | 2-1 | -    | 3-1 |      | -   |
| EC Vitória                                                 | -   | -   | -   | -   | -   | 0-0 | 1-2 | -   | 2-1 | 1-1 | -   | 2-2 | -   | 2-2 | 1-0 | 0-1 | -    | 2-2 | 2-1  | -   |
| - Victoire à domicile - Match nul - Victoire à l'extérieur |     |     |     |     |     |     |     |     |     |     |     |     |     |     |     |     |      |     |      |     |

## Statistiques

### Classement des buteurs
|     | Buteur | Club | Buts |
| --- | ------ | ---- | ---- |
| 1er |        |      |      |
| 2e  |        |      |      |
| 3e  |        |      |      |
| 4e  |        |      |      |
| 5e  |        |      |      |

### Classement des passeurs
|     | Passeur | Club | Buts |
| --- | ------- | ---- | ---- |
| 1er |         |      |      |
| 2e  |         |      |      |
| 3e  |         |      |      |
| 4e  |         |      |      |
| 5e  |         |      |      |

## Bilan de la saison
| Championnat du Brésil de football 2025 |   |
| Champion                               |   |
| Coupes et trophées                     |   |
| Vainqueur de la Coupe du Brésil 2025   | 0 |
| Qualifications continentales           |   |
| Copa Libertadores                      |   |
| Copa Sudamericana                      |   |
| Promotions et relégations              |   |
| Promus en Série A                      |   |
| Relégués en Série B                    |   |